# Paul Eric Djomgoué
Paul Eric Djomgoué est un homme politique camerounais originaire de Banka et député de la IXe et de la Xe législature de la république du Cameroun.

## Biographie

### Enfance, éducation et débuts
Paul Eric Djomgoué est originaire de Banka, un village situé à l'Ouest du Cameroun.

### Carrière
Paul Eric Djomgoué est membre du Rassemblement Démocratique du Peuple Camerounais, le parti au pouvoir depuis de nombreuses années au Cameroun. Il est élu député pour la première fois lors des élections législatives du 30 Septembre 2013, où il est choisi par les électeurs du département du Mfoundi situé dans la région du Centre. Cet élan de confiance lui a permis de remporter de nouveau son siège lors des élections législatives du 09 février 2020, confirmant ainsi son ancrage politique et sa popularité dans la région,.
En dehors de sa carrière politique, Djomgoué Paul Eric est également un entrepreneur accompli. Il est le Président Directeur Général d'une entreprise de bâtiments et travaux publics, implantée à Yaoundé, la capitale du pays.